# Aeropuerto de Pantelleria
El Aeropuerto de Pantelleria (IATA: PNL, OACI: LICG) es un aeropuerto en Pantelaria, Italia. Se encuentra a 5 km del centro de la ciudad y efectúa vuelos regulares y charters con Sicilia y la península itálica.

## Aerolíneas y destinos
| Aerolíneas           | Destinos                                                                   |
| -------------------- | -------------------------------------------------------------------------- |
| AeroItalia           | Estacional: Forlì                                                          |
| Danish Air Transport | Catania, Palermo, Trapani                                                  |
| ITA Airways          | Estacional: Milán-Linate, Roma-Fiumicino                                   |
| Volotea              | Estacional: Bolonia, Bérgamo, Milán–Linate, Naples, Turín, Venecia, Verona |

## Estadísticas
Ver fuente y consulta Wikidata.